# Agata Korc
Agata Ewa Korc (ur. 27 marca 1986 w Zgorzelcu) – polska pływaczka, olimpijka z Pekinu 2008, startująca głównie w stylu dowolnym i motylkowym. Wychowanka UKS Energetyk Zgorzelec, potem zawodniczka AZS AWF Wrocław.

## Życiorys
Ma 175 cm wzrostu i waży 58 kg. W swojej karierze była rekordzistką Polski seniorek na dystansach: 50 m stylem dowolnym, 100 m stylem dowolnym i 50 m stylem motylkowym.
Reprezentantka Polski na letnich Igrzyskach Olimpijskich w Pekinie.
Prezes Fundacji Bezpiecznie do Brzegu, której celem jest promocja pływania, podnoszenie poziomu bezpieczeństwa w wodzie i nad wodą, i zapobieganie utonięciom.
W wyborach samorządowych w 2024 uzyskała mandat radnej Rady m.st. Warszawy z listy Koalicji Obywatelskiej.

## Osiągnięcia
- Mistrzostwa Europy Berlin 2002 – 4. miejsce w finale na dystansie 50 m stylem motylkowym
- Mistrzostwa Europy Berlin 2002 – 6. miejsce w finale na dystansie 50 m stylem dowolnym
- Otwarte Mistrzostwa Słowenii w 2006 roku – 1. miejsce na 50 m stylem dowolnym
- Otwarte Mistrzostwa Słowenii w 2006 roku – 3. miejsce na dystansie 50 m stylem motylkowym
- ME Budapeszt 2006 – 10. miejsce w półfinale na dystansie 100 m stylem dowolnym
- ME Budapeszt 2006 – 5. lokata na dystansie 50 m stylem dowolnym
- ME Debreczyn 2007 (25 m) – 6. lokata i rekord Polski na dystansie 50 m stylem dowolnym
- MŚ Manchester 2008 (25 m) – 6. miejsce na dystansie 50 m stylem dowolnym; 7. miejsce i rekord Polski na dystansie 50 m stylem motylkowym.
- Letnie Igrzyska Olimpijskie 2008 – 17. miejsce na dystansie 50 m stylem dowolnym (rekord Polski)

## Rekordy Polski
- Basen 50-metrowy
  - 50 m stylem dowolnym, czas 0:25.14 s (15.08.08, Pekin)
  - 100 m stylem dowolnym, czas 0:55.14 s (13.08.08, Pekin)
  - 50 m stylem motylkowym, czas 0:26.45 s (10.07.08, Dubrownik)
- Basen 25-metrowy
  - 50 m stylem dowolnym, czas 0:23.98 s (29.11.09, Gorzów Wielkopolski)
  - 100 m stylem dowolnym, czas 0:53.54 s (26.11.09, Gorzów Wielkopolski)